# Uniszki Zawadzkie
Uniszki Zawadzkie (prononciation : [uˈniʂki zaˈvat͡skʲɛ]) est un village polonais de la gmina de Wieczfnia Kościelna dans le powiat de Mława de la voïvodie de Mazovie dans le centre-est de la Pologne.
Il se situe à environ 5 kilomètres au sud-ouest de Wieczfnia Kościelna (siège de la gmina), 8 kilomètres au nord-est de Mława (siège du powiat) et à 113 kilomètres au nord de Varsovie (capitale de la Pologne).
Le village compte approximativement une population de 450 habitants.

## Histoire
De 1975 à 1998, le village appartenait administrativement à la voïvodie de Ciechanów.